# Karl Bader (Ingenieur)
Karl Franz Josef Bader (* 9. Dezember 1796 in Freiburg im Breisgau; † 19. Juni 1874 ebenda) war ein deutscher Ingenieur und katholischer Publizist.
Als Sohn eines Freiburger Stadtphysicus geboren, studierte Bader nach dem Besuch des Freiburger Lyzeums Medizin an der Universität Freiburg und wurde 1818 zum Dr. med. promoviert. Während seines Studiums wurde er 1818 Mitglied der Alten Freiburger Burschenschaft. Bei weiteren Studien in Berlin wurde er 1819 verhaftet und 1824 vom Oberlandesgericht Breslau wegen „Teilnahme an burschenschaftlichen Umtrieben'“ zu sechs Jahren Festungshaft verurteilt. Nach seiner Begnadigung 1827 ging er nach Göttingen, wo er 1828 ein Studium der Naturwissenschaften und der Vermessungskunde absolvierte. Nach einem Aufenthalt an der Ingenieurschule in Paris legte er seine Staatsprüfung zum Ingenieur ab und wurde 1832 Professor der Straßen- und Wasserbaukunde und der Geodäsie an der Polytechnischen Hochschule in Karlsruhe, deren Direktor er von 1840 bis 1845 war. Ab 1840 gehörte er als Mitglied der Oberdirektion für Wasser- und Straßenbau an und war als Feuerwehrkommandant tätig. 1850 wurde er in den vorzeitigen Ruhestand versetzt und kehrte nach Freiburg zurück.
Bader verfasste zahlreiche Schriften auf kirchenpolitischen Gebiet, u. a. für die „Historisch-politischen Blättern für das katholische Deutschland“, teilweise unter dem Pseudonym Balderich Frank.

## Schriften (Auswahl)
- Die katholische Kirche im Grossherzogthum Baden. Herder, Freiburg 1860 (Digitalisat).
- Die Pflichten der Katholiken Deutschlands und Österreichs in ihrer Stellung zu der deutschen Frage und zu der österreichischen Verfassung. Herder, Freiburg 1862.